# Marius Varekamp
Marius Johan Varekamp ('s-Gravenzande, 22 mei 1942) is een Nederlands voormalig politicus.
Varekamp is een landbouw-voorman uit het Westland, die van 1970 tot 1986 lid van de Provinciale Staten van Zuid-Holland was voor de VVD. Van 1995 tot 2003 was hij voor diezelfde partij lid van de Eerste Kamer. In die functie was hij pleitbezorger van de belangen van de land- en tuinbouw, en financieel woordvoerder.
Hij had in Naaldwijk een rozenkwekerij en was bestuurlijk onder meer actief als voorzitter van het Landbouwschap (1986-1988 en 1993-1995) en van het Koninklijk Nederlands Landbouwcomité. Van 1994 tot juni 1995 was hij vicevoorzitter van LTO Nederland. Later (van 2002 tot 2014) was hij ook voorzitter van de Kamer van Koophandel Haaglanden.
- Parlement.com: vg09llq5a9zr